# 의안군 (왕족)
의안군(義安君, 1577년 ~ 1588년 음력 2월 24일(3월 20일))은 조선 중기의 왕족으로, 제14대 임금 선조와 인빈 김씨 사이에서 태어난 아들이다. 이름은 성(珹)이다.

## 생애
선조의 지극한 총애를 받았던 인빈 김씨의 소생으로 1577년에 태어났다. 그러나 1588년, 12세가 되던 해에 역질(疫疾)에 걸려 세상을 떠서 슬픔을 안겨 주었다고 한다. 시호는 의회(懿懷)이다. 

## 가족 관계
- 부 : 선조(宣祖, 1552 ~ 1608)
- 모 : 인빈 김씨(仁嬪 金氏, 1555 ~ 1613)
  - 동생 : 신성군 이후
  - 동생 : 정원군 이부
  - 동생 : 정신옹주
  - 동생 : 정혜옹주
  - 동생 : 정숙옹주
  - 동생 : 의창군 이광
  - 동생 : 정안옹주
  - 동생 : 정휘옹주